# Grégory Leperdi
Gregory Brian Alexis Leperdi (Rosny-sous-Bois, 24 giugno 1973) è un ex hockeista su slittino francese naturalizzato italiano.
Amputato alla coscia sinistra, ed appartenente alla società sportiva Sport di Più di Torino, con la maglia della rappresentativa regionale piemontese, i Tori Seduti Torino, con cui ha giocato fin dal 2004, ha vinto le prime tre edizioni del campionato italiano (2005, 2005-2006 e 2006-2007), cui si è poi aggiunto il titolo 2012-2013.
Con la nazionale ha disputato tutte le edizioni dei tornei ufficiali, fin dall'esordio degli azzurri nel 2005: quattro edizioni dei campionati europei (Zlin 2005, Pinerolo 2007, Sollefteå 2011 e Östersund 2016), sei dei campionati mondiali (Marlborough 2008, Ostrava 2009, Hamar 2012, Goyang 2013, Buffalo 2015 e Gangneung 2017) e quattro edizioni dei giochi paralimpici invernali (Torino 2006, Vancouver 2010, Sochi 2014 e Pyeogchang 2018).
Il maggior successo in azzurro è la vittoria all'europeo di Sollefteå, dove Leperdi mise anche a segno il primo gol nella finale vinta 2-0 contro la Rep. Ceca. A questo si aggiunge anche l'argento conquistato nell'edizione successiva.
Oltre all'hockey su slittino, Leperdi pratica diversi altri sport per disabili: atletica leggera, mountain bike, nuoto, basket e, soprattutto, snowboard, per la promozione del quale a sport paralimpico è molto attivo.
Ha ufficializzato il proprio ritiro dall'hockey su slittino nell'estate del 2018. È tornato a vestire per un'ultima volta la maglia dei Tori Seduti in un incontro di campionato il 15 dicembre 2018, nell'incontro disputato a Torre Pellice contro l'Armata Brancaleone nell'ambito dell'evento organizzato per commemorare la scomparsa di Andrea Chiarotti, mettendo a segno anche una delle due reti con cui la squadra piemontese si è aggiudicata l'incontro.

## Palmarès

### Club
- 4 Campionati italiani:
  - 2005
  - 2005-2006
  - 2006-2007
  - 2012-2013

### Nazionale
- 1 Campionato europeo di hockey su slittino:
  - Sollefteå 2011